# Diane Davis
Diane Davis (1963) es una filósofa estadounidense. 
Ocupa la cátedra Charles Dyer Norton de Planificación regional y Urbanismo en la Universidad de Harvard. Entre sus ámbitos de investigación está el desarrollo urbano, el desarrollo internacional comparativo y las ciudades en conflicto. Le interesan la preservación histórica, los movimientos sociales urbanos, las soberanías fragmentadas y la gobernabilidad de las ciudades, y últimamente se ha centrado en la transformación de las ciudades del sur global y los conflictos sociales y políticos que han emergido como respuesta a la globalización. Es autora de El Leviatán Urbano: La Ciudad de México en el Siglo XX (Fondo de Cultura Económica, 1999) y de Discipline and Development: Middle Classes and Prosperity in East Asia and Latin America (Cambridge University Press, 2004). También es coeditora de Irregular Armed Forces and their Role in Politics and State Formation (Cambridge University Press, 2003) y de Cities and Sovereignty: Identity Politics in Urban Spaces (Indiana University Press, 2011).

## Libros publicados
- Inessential Solidarity: Rhetoric and Foreigner Relations. University of Pittsburgh Press, 2010. ISBN 0-8229-6122-9
- Reading Ronell. Edited collection with an introduction. University of Illinois Press, 2009. ISBN 0-252-07647-8
- Women's Ways of Making It In Rhetoric and Composition. With Michelle Ballif and Roxanne Mountford. Routledge, 2008. ISBN 0-8058-4445-7
- The UberReader: Selected Works of Avital Ronell. Edited collection with introduction. University of Illinois Press, 2008. ISBN 0-252-07311-8
- Breaking Up [at] Totality: A Rhetoric of Laughter. Rhetorical Theory and Philosophy Series. Southern Illinois University Press, 2000. ISBN 0-8093-2228-5